# Prva električna centrala u Crnoj Gori
Prva električna centrala u Crnoj Gori izgrađena je 1910. na Cetinju. U prvi mah el. centralu su činila dva dizel-motora od po 60 KS i dva generatora od 550 kVA.

## Konkurs i Knjažev jubilej
Prvi pisani dokaz o uvođenju električnog osvjetljenja potiče iz 1906. godine. Takvo uvjerenje je iznio cetinjski mehaničar Petar Drecun koji je te godine najavio skoru elektrifikaciju Cetinja, a zatim Podgorice. Zbog toga je od ministra unutrašnjih djela tražio novčanu pomoć za odlazak u Budimpeštu na šestodnevno predavanje o generatorima na plinski pogon. Iako je već do tada ovaj iskusni mehaničar 15 godina radio kao majstor u austrijskoj fabrici "Gaser" njegovom zahtjevu se nije udovoljilo. Najava elektrifikacije Cetinja saopštena je člankom "Električno osvjetljenje na Cetinju" objavljenim 9. maja 1909. godine u "Cetinjskom vjesniku". U njemu se navodi da povodom predstojećeg knjaževog jubileja - pedeset godina vladavine, koji se proslavlja naredne godine, treba uvesti električno osvjetljenje Cetinja. Krajem novembra 1909. Cetinjska gradska uprava je izvršila probno osvjetljenje prostora oko Vlaške crkve plinskim lampama sistema "Aladin" poslije čega je iskazala zadovoljstvo njihovim tehničkim svojstvima. Probe su izvršene i sa plinskim lampama sistema "Auto lux", koje su isto tako pokazale dobra svojstva za planiranu praktičnu primjenu. Cetinjska gradska uprava je posljednjeg dana decembra te godine donijela odluku o javnom gradskom osvjetljenju. Objavljen je poziv zainteresovanim firmama dvije nedjelje iza toga u zvaničnom „Glasu Crnogorca” sa datim rokom da najdalje do 1. februara 1910. godine podnesu ponude za osvjetljenje Cetinja lampama sistema "Aladin", "Auto lux" ili nekim sličnim sistemom. U pitanju je bilo osvjetljenje na plin. Lampe toga tipa već ranije korišćene su na Cetinju za osvjetljenje prilikom praznika i svetkovina. Odluka gradske uprave bila je inicirana željom da se svečani jubilej 50. godišnjice vladavine kralja Nikole 15. avgusta 1910. godine  proslavi sa uvedenim stalnim uličnim osvjetljenjem. Na konkursnu objavu javile su se dvije firme od kojih jedna iz Češke, a druga iz Njemačke.

## Elektrifikacija
Njemačka firma je svojim planom ponudila podizanje hidrocentrale na Rijeci Crnojevića iz koje bi se Cetinje snabdijevalo električnom energijom. Krajem marta 1910. godine ponudu za električno osvjetljenje Cetinja poslao je Emanuel Kraus iz Trsta koji je sa svojim bratom Oskarom još 1908.godine osnovao firmu "Emanuele Kraus-Trieste / Ufficio tehnico industriale" za nabavku i montažu industrijske opreme i motora. Nakon provjere informacija o ovoj firmi posredstvom ambasade Austrougarske na Cetinju, cetinjske vlasti donose odluku o podizanju električne centrale. Uprava Cetinja je pregovore sa partnerom okončala sredinom maja, a 18. maja. 1910. zaključila je sa njim Ugovor uz saglasnost Ministarstva unutrašnjih djela Knjaževine Crne Gore. Ovim Ugovorom se Uprava Cetinje obavezuje da preduzeću "Emanuel Kraus" iz Trsta ustupa koncesiju za izgradnju i rad električne centrale na Cetinju, u trajanju od 30 godina i da za taj period neće nijednom drugom preduzeću dozvoliti da obavlja ovu djelatnost u crnogorskoj prijestonici, bilo da je u pitanju osvjetljenje gasom ili na neki drugi način, niti će osnivati preduzeće koje bi se bavilo proizvodnjom struje. Izuzeti su slučajevi kada struju za osvjetljenje ulica i javnih zgrada, iz tehničkih razloga ovo akcionarsko društvo ne može obezbijediti, cetinjska gradska uprava će dozvoliti osvjetljenje od drugog dobavljača električnom energijom. Uprava se obavezala da akcionaru besplatno odobri postavljanje podzemne i nadzemne prenosne mreže i da za nju koristi državne zgrade. Ukoliko prenosna mreža bude postavljena na zemljištu ili kućama u privatnom vlasništvu, uprava se obavezala da će vlasnicima narediti da dopuste njeno postavljanje. Preduzeće "Emanuel Kraus" je trebalo da formira akcionarsko društvo na Cetinju, u trajanju od 30 godina, pod nazivom "Crnogorsko akcionarsko društvo za elektriku" za rukovođenje električnom centralom u crnogorskoj prijestonici. A. d. "E.Kraus" se obavezalo da električnu struju proizvodi u dovoljnim količinama za osvjetljenje, industrijske i druge svrhe, tokom čitavog dana i noći, iako zbog tehničkih razloga prodaja struje za industrijske svrhe može biti ograničena samo na dnevne časove. Ulična rasvjeta mora biti upaljena s prvim mrakom, a svjetiljke su gorjele do svanuća, s tim što su sve svjetiljke morale gorjeti do ponoći, a nakon toga polovina njih. Posebnim članom bila je utvrđena cijena struje za različite vrste osvjetljenja i mnogobrojne namjene.

## Obaveze koncesionara
Društvo "Emanuel Kraus" se ugovorom  obavezalo da, najdalje do 20. avgusta.1910. godine, instalira postrojenja i da do tog datuma osvijetli glavnu gradsku ulicu, a istovremeno i knjažev dvor, prestolonaslijednikov dvor, dvor knjaza Mirka, Vladin dom, Ministarstvo vojno, Vojni stan, Kraljevsko pozorište "Zetski dom" i Đevojački institut. Nakon toga, u roku od šest mjeseci, morali su dobiti struju sve institucije u prijestonici i svi potrošači, a grad je morao biti potpuno osvijetljen. Kao garanciju za izvršenje ovog ugovora, Društvo je moralo da položi u neku crnogorsku banku 40.000 kruna, s’tim što će se polovina tog deponovanog iznosa vratiti kada izvrši obaveze čiji je rok 20. avgust, a preostali dio kada osvjetljenje Cetinja bude potpuno završeno. Vijest da će Cetinje uskoro dobiti električno osvjetljenje 22. maja 1910. godine objavljena je u novinama. Poslije potpisivanja Ugovora, Emanuel Kraus je izvršio nabavku dizel-motora, generatora i druge opreme za električnu centralu. Najveći dio opreme kupljen je u Beču i Gracu. U Gracu su kupljena dva dizel motora od po 60 KS, i dva generatora od po 550 kVA. Za dva mjeseca, od početka juna do početka avgusta 1910. godine, Kraus je uspio da instalira postrojenje za električnu centralu na Cetinju i da uvede osvjetljenje u Kraljev dvor, dvije glavne ulice i još neke državne zgrade. Električne instalacije najprije su bile postavljene u knjaževom dvoru, i to već početkom jula 1910. godine. Sredinom jula postavljeni su podzemni kablovi u jednoj od glavnih magistralnih gradskih ulica (ulici Baja Pivljanina). Kasnije je okončan rad na instaliranju postrojenja i gradske rasvjete i na podizanju zgrade električne centrale koja je za prvo vrijeme dobila privremeni smještaj u zgradi Vladinog doma "pod volat" bez ikakve novčane naknade. Zgrada za električnu centralu napravljena je u najkraćem roku. Za potrebe njene izgradnje firma braće Kraus otkupila je oko 2400 m2 zemljišta u blizini Austrougarskog poslanstva u Bajovoj ulici. Na toj lokaciji podignuta je kamena zgrada ravnog krova, kvadratnog oblika - koja postoji i danas. Upošljavala je na dan početka rada pet elektrotehničara i mehaničara, a ubrzo se širio njen izvršiteljski i tehnički dio radnog personala.

## Električno osvjetljenje Cetinja
U članku koji je povodom jubileja objavljen u "Glasu Crnorca", navodi se, da je u subotu 14. avgusta 1910. godine u 21 čas, počelo električno osvjetljenje grada. Tada je počela sa radom električna centrala na Cetinju, pod nazivom "Crnogorsko poduzeće za elektriku". Shodno Ugovoru sa a.d. E. Kraus, tj. sa "Crnogorskim preduzećem za elektriku" osvijetljeni su dvor kralja Nikole, dvor prestolonasljednika Danila, dvor knjaza Mirka, sve vladine institucije, Kraljevsko pozorište "Zetski dom", Đevojački institut, sva poslanstva (ambasade), Vozna pošta, ulična rasvjeta sa preko 100 svjetiljki i više od 60 privatnih kuća, a potom ubrzo i svi ostali potrošači u gradu. Električna centrala je proizvodila trofaznu struju, a ukupna dužina    visokonaponske mreže je iznosila 3500 metara, da bi potom bila uvećana. Cijena struje za jednu sijalicu od 20 svijeća bila je oko 1,50 perpera mjesečno. O veličini tog izdatka govori komparativni podatak, da je u to vrijeme niži državni činovnik imao mjesečnu platu oko 100 perpera, a glavni urednik "Cetinjskog vjesnika" 400 perpera. Mjesečna cijena potrošnje po jednom sijaličnom mjestu bila izuzetno jeftina. Za rasvjetu Cetinja korišćene su sijalice firme "Osram", jednog od najpoznatijih svjetskih proizvođača sijalica. Prva sijalica "Osram" koja je bila u upotrebi na Cetinju 1910. godine sačuvana je i do dan danas i nalazi se u vlasništvu porodice Pravilović. Radi kvalitetnog snabdijevanja grada električnom strujom duž gradskih ulica bile su instalirane luksuzne trafostanice u formi oblih do tri metra visokih metalnih kabina tamno zelene boje od kojih je jedna u neposrednoj blizini dvora kralja Nikole očuvana do danas. Elektrifikovanje Cetinja bio je značajan događaj u razvoju grada. Njime je gradski život dobio jednu novu modernu formu i standard građana podignut na na viši nivo. Postepeno se širila primjena električne energije, najprije za osvjetljenje, a zatim za rad električnih uređaja i industrijskih postrojenja.

## Istorijat uvođenja električne struje
Cetinje je ovako elektrifikovano 1910. godine kao prvi grad u Crnoj Gori, znatno prije crnogorskih primorskih opština koje su se nalazile pod vlašću Austrougarske. Elektrifikovano je među prvim gradovima na Balkanu, iste godine kad i Novi Sad, deset godina poslije Dubrovnika (1900), 15 poslije Sarajeva (1895) i 17 godina nakon Beograda (1893). Međutim, prva inicijativa o elektrifikaciji crnogorske prijestonice datira iz 1898. godine, kada je inž. Andrija Radović, oficijelni državni zvaničnik sa odobrenjem crnogorske državne vlasti tražio od italijanske firme "Ing.A.Riva Monneret and comp." iz Milana 22. oktobra 1898.godine, da napravi projekat hidroelektrične centrale na Rijeci Crnojevića iz koje bi se Cetinje napajalo električnom energijom. Bilo je to samo tri godine nakon prve hidroelektrane sistema "Tesla-Westinghouse" na Nijagari. Kako ekonomska situacija Crne Gore nije bila povoljna za realizaciju ovog projekta, Elektrifikovanje Cetinja je uslijedilo 1910. godine. Od septembra 1913. godine, crnogorska vlast pokreće aktivnost za otkup električne centrale od inostranog vlasnika. Cetinje je bilo inicijator elektrifikovanja i drugih crnogorskih gradova, te je 10. avgusta. 1913. podignuta električna centrala u Baru. Podizanje prve električne centrale na Cetinju je bio uvod u crnogorske planove za izgradnju prve hidrocentrale u Crnoj Gori. Državljanin Austrougarske, inžinjer Ante Dešković, Hrvat iz Dalmacije, je februara 1911. tražio od crnogorske vlade dodjelu koncesije za izgradnju hidroelektrane na rijeci Morači. U svom elaboratu iznio je tezu da je upotreba električne energije u Crnoj Gori, u oblasti industrije, poljoprivrede i saobraćaja, preduslov njenog ekonomskog razvitka. Predlagao je podizanje hidrocentrale snage do 90.000 KS, i dalekovoda od nje do Bara, sa priključcima za Cetinje, Nikšić, Podgoricu i Ulcinj. Predlagao je i uvođenje električnog tramvaja. Njegov smjeli plan predviđao je otvaranje nekoliko hiljada novih radnih mjesta. Dešković je bio poznat crnogorskoj vladi još od 1901. godine. Od tada je bio stalno prisutan u Crnoj Gori kao zastupnik italijanskih i austrijskih firmi. Crnogorska vlada je inž. Antu Deškoviću dala dvije koncesije za izgradnju hidrocentrale kod manastira Morača i kod Donje Gorice. Nakon jednoglasnog usvajanja u crnogorskoj skupštini od strane svih 53 prisutna poslanika, kralj Nikola je aprila 1911. potpisao Zakon o koncesiji koja se daje inž. Antu Deškoviću sa Pućišta na Braču za podizanje hidrocentrale na rijeci Morači kod Donje Gorice. Projekat je previđao obim investicije do 5 miliona perpera, rok izgradnje od 4 godine, oslobađanje od poreza i prireza na period od 20 godina, rok važenja koncesije od 60 godina i lociranje Administrativne uprave ovog Udruženja na Cetinju. Za drugu hidrocentralu snage do 3000 KS Deškovićevog projekta kod Donje Gorice, rok izgradnje je bio dvije godine, a investicija obima do 2 miliona perpera. Početak Prvog balkanskog rata 8. oktobra 1912. je onemogućio realizaciju Deškovićevog projekta. Ali ovaj preduzimljivi vizionar nije oklijevao. On je decembra 1912. godine ponudio crnogorskoj vladi prenos koncesije na "Anonimno društvo hidrauličnih sila Crne Gore" sa sjedištem u Parizu i da podrži neke promjene u koncesionom ugovoru. Crnogorska vlada je izrazila spremnost i volju da udovolji novom Deškovićevom potezu koji je aprila 1914. ušao u proceduru zakonskog usvajanja. I pored izrazite želje, spremnosti i odluke da vlada konačno krene u realizaciju ovog grandioznog i kapitalnog projekta, Prvi svjetski rat 1914. je prekinuo sve aktivnosti, a Dešković postaje zvaničnik u crnogorskoj vladi.

### Period nakon I svjetskoga rata
Električna centrala na Cetinju je poslije 1918. g. promijenila vlasnike. Umjesto braće E i A. Kraus, to su sada bili Cetinjani, braća Lale i Niko Zuber (Novakovići). Godine 1927. ova centrala je povećala svoju snagu nabavkom jednog dizel-motora od 150 KS marke Braun - Boveri koji je za 50 KS bio snažniji od dotadašnja dva. Do 1945. elektrocentrala na Cetinju raspolagala je sa potpuno novom opremom od tri dizel-motora, dvije dinamo mašine i jednim generatorom napajući sa tim ojačanim tehničkim energetskim parkom elektro-mrežu dužine 17 kilometara. U periodu između dva svjetska rata cijena električne struje na Cetinju za 1 kWh iznosila je 8 dinara. Električna centrala braće Zuber sa Cetinja, bila je u ovom periodu pokretač izgradnje elektrocentrale na Lovćenu za potrebe snabdijevanja električnom strujom tamošnjeg novopodignutog sanatorijuma za plućne bolijesti.